# Ansonia guibei
Ansonia guibei és una espècie de gripau que viu a la regió de Sabah al nord de Borneo i es considera amenaçada d'extinció per la pèrdua d'hàbitat.
Els adults viuen al terra de boscos montans i submontans. Crien en rierols d'aigües clares i fons rocós, on viuen els capgrossos enfilant-se a les roques per alimentar-se de litòfits.
Se'n coneixen dues poblacions, una a la vora Parc Nacional del Kinabalu i una altra de més petita al mont Trus Madi. Es considera amenaçada perquè es troba en aquests pocs llocs i perquè el Trus Madi està patint desforestació per l'explotació forestal, cosa que es tem que porti tant a la pèrdua d'hàbitat boscós pels adults com a la degradació dels rius per ous i larves. A la vegada, la població del parc nacional està sotmesa al creixent impacte de les activitats turístiques.